# Convenio de Amorebieta
El convenio de Amorebieta o convención de Amorebieta fue un acuerdo firmado, en el contexto de la tercera guerra carlista, en Amorebieta (Vizcaya) el 24 de mayo de 1872.  Por parte del Ejército de operaciones del Norte firmó el propio general Serrano, hasta ese momento presidente del gobierno de Amadeo I de España; por parte de los carlistas firmaron Fausto de Urquizu y Juan E. de Orúe, en su nombre y en el de Antonio de Arguinzóniz, todos ellos miembros de la Diputación á guerra del Señorío de Vizcaya.
El ofrecimiento del pacto se había efectuado por una carta previa de Serrano, fechada en Amorebieta el mismo 24 de mayo, y enviada a los negociadores carlistas.

## Contexto
La suerte de la guerra era desfavorable a los carlistas, que habían sufrido una grave derrota en la batalla de Oroquieta el 4 de mayo, lo que había obligado al pretendiente (Carlos VII) a volver a Francia.

## Compromisos
El convenio adoptaba la forma de concesión de Serrano, en uso de las facultades extraordinarias de que me hallo investido. Preveía la entrega de las armas de los carlistas, y su compromiso de evitar nuevos disturbios y levantamientos, a cambio de un indulto generalizado, y la posibilidad de reincorporación de los militares carlistas al ejército nacional. También preveía el paso libre hasta la frontera de quienes no quisieran permanecer en España. La concesión política más sustancial, por cuanto reconocía el régimen foral para Vizcaya, era el compromiso de convocar las Juntas Generales de Guernica respecto a las exacciones de fondos públicos que pertenezcan o se relacionen con el Señorío.

## Trascendencia
Era obvia la similitud de las circunstancias de la negociación con el denominado abrazo de Vergara (29 de agosto de 1839) que puso fin a la primera guerra carlista, y la pretensión de Serrano de emular a Espartero.
A diferencia de lo sucedido treinta y tres años antes, ninguno de los firmantes fue respaldado posteriormente por su bando. Serrano se vio obligado a dimitir al no obtener el respaldo de las Cortes ni el del rey (13 de junio); mientras que los tres negociadores carlistas fueron considerados traidores, incluso Arguinzóniz (que había rehusado acogerse a las medidas de gracia, saliendo hacia el exilio).